# Hybe
Hybe és un poble i municipi d'Eslovàquia que es troba a la regió de Žilina, al centre-nord del país.

## Història
La primera menció escrita de la vila es remunta al 1239.

## Demografia
| Godina             | 1994 | 2004   | 2014   | 2024   |
| ------------------ | ---- | ------ | ------ | ------ |
| Nombre de persones | 1678 | 1602   | 1489   | 1457   |
| Diferència         |      | −4,52% | −7,05% | −2,14% |

| Godina             | 2023 | 2024   |
| ------------------ | ---- | ------ |
| Nombre de persones | 1464 | 1457   |
| Diferència         |      | −0,47% |

## Galeriya

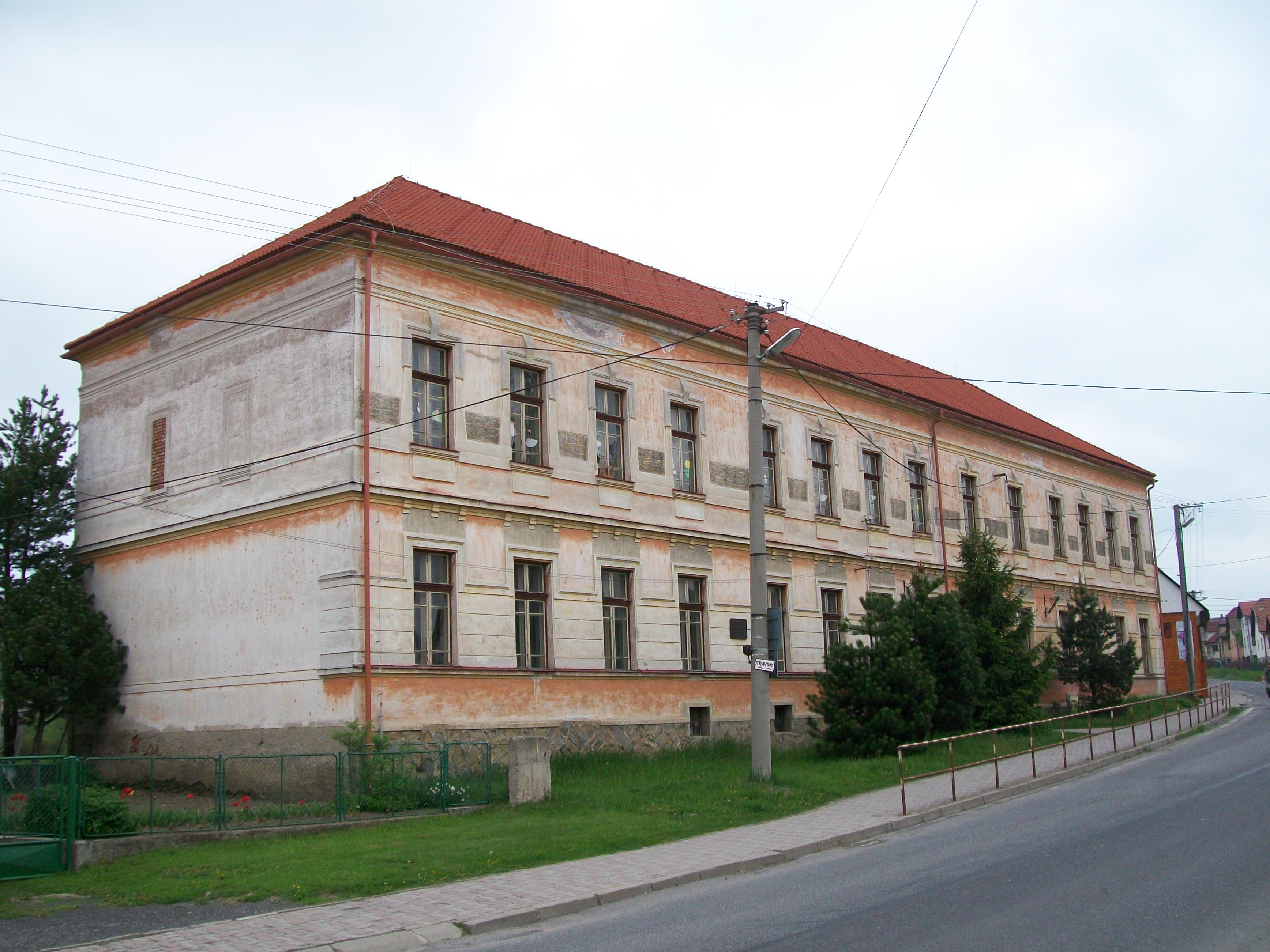
Sentro Quo vadis
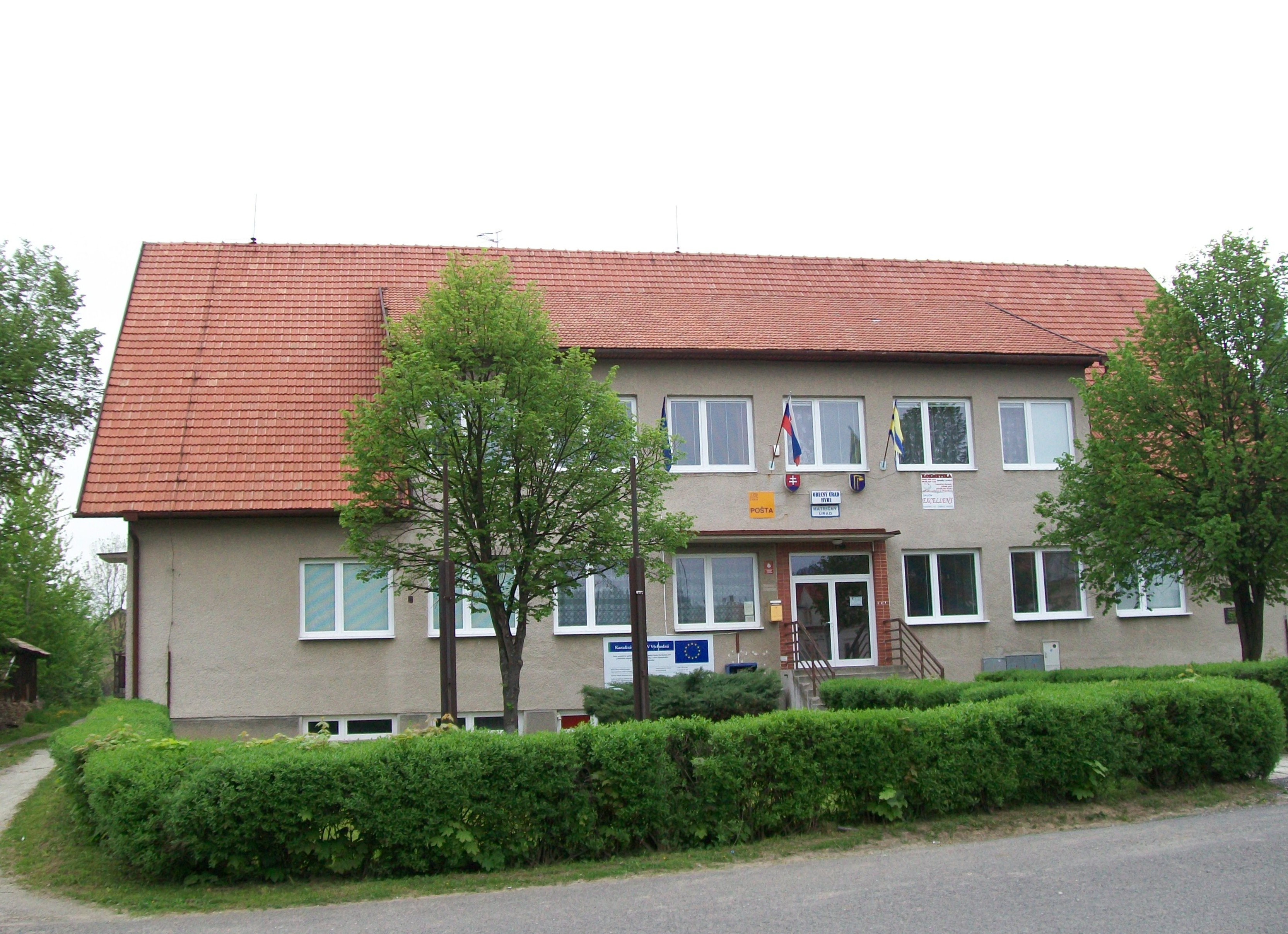
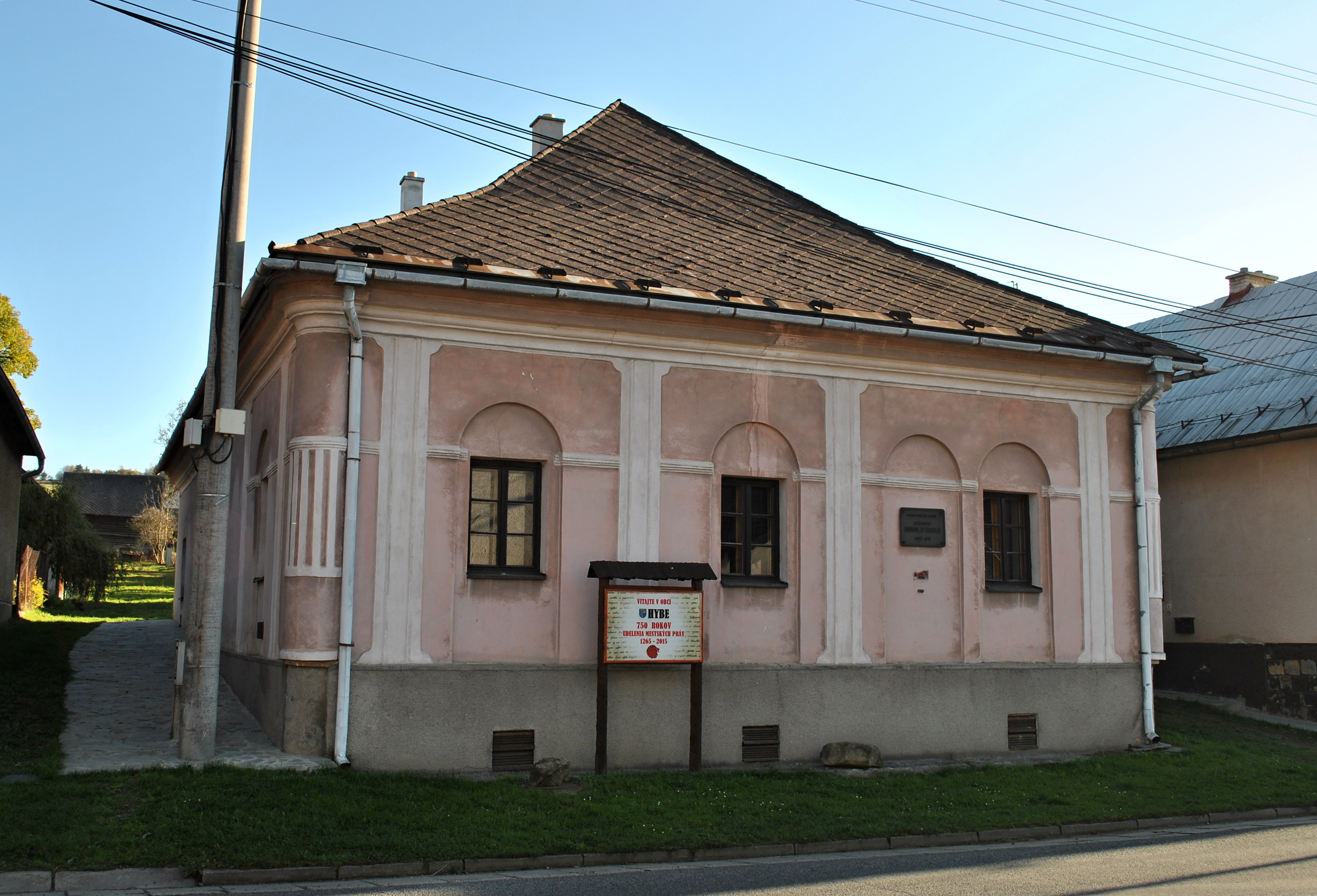
Balay sa D. Chrobák
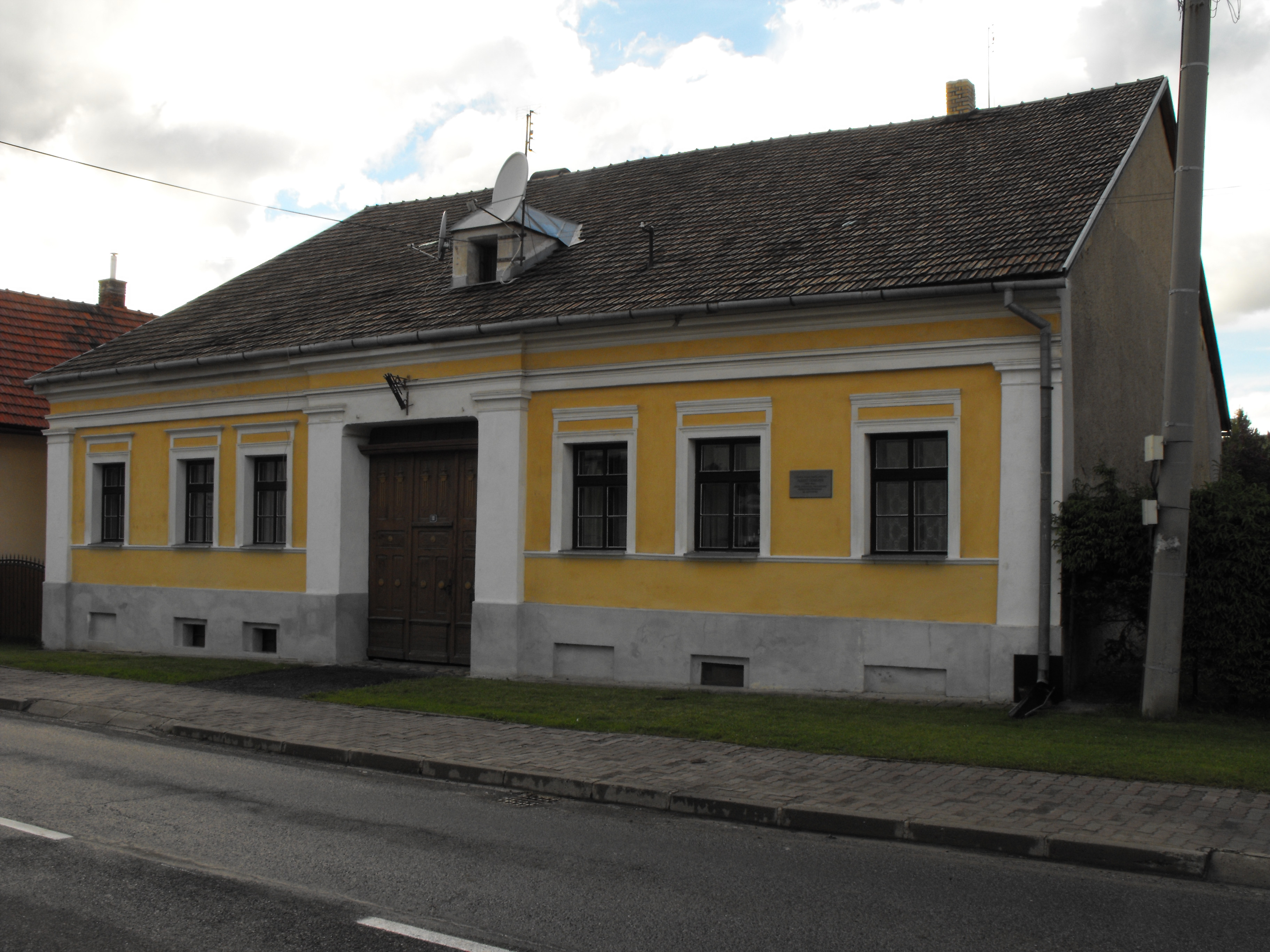
Balay sa Albert Škarvan
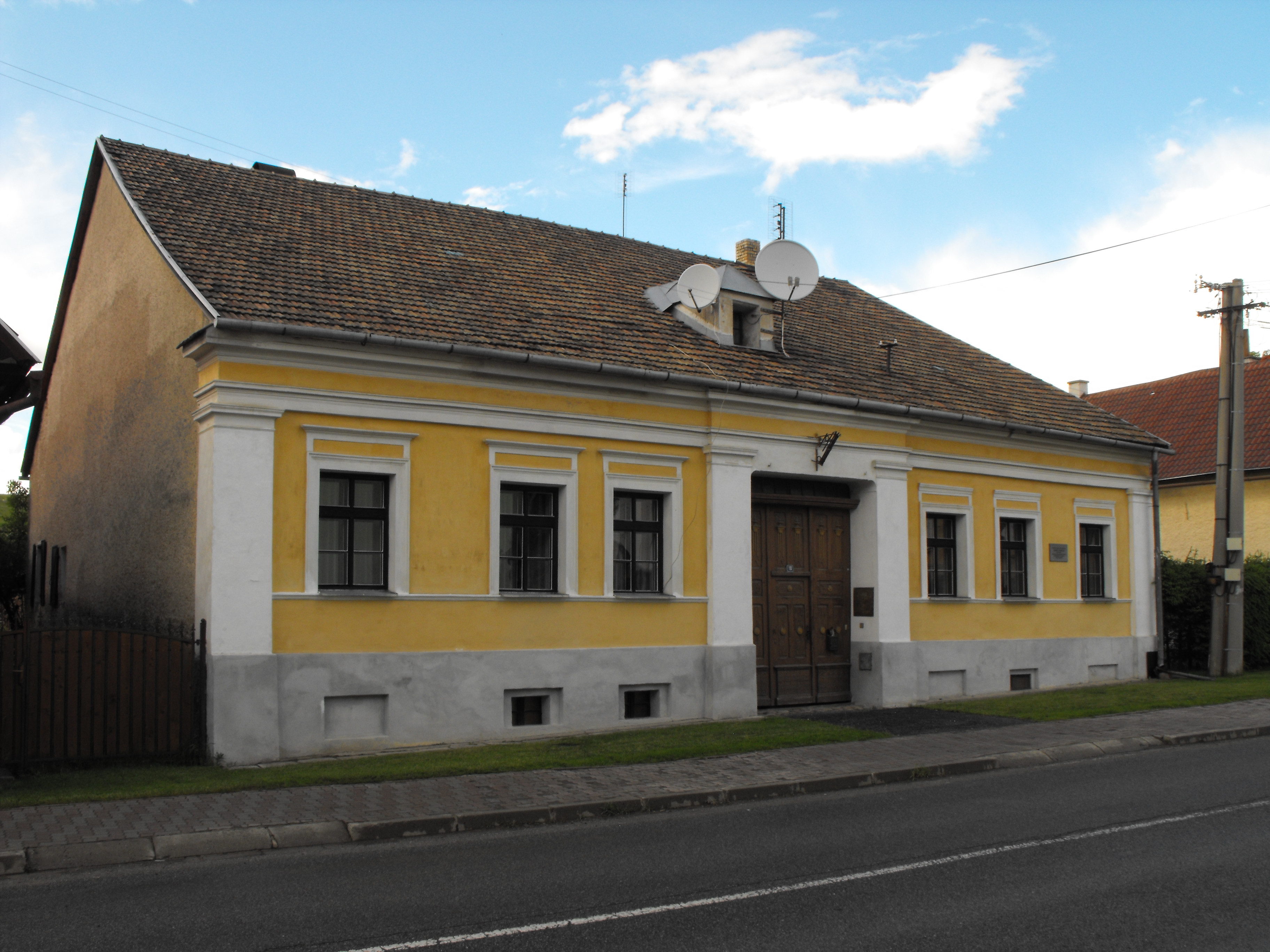
Balay sa Albert Škarvan
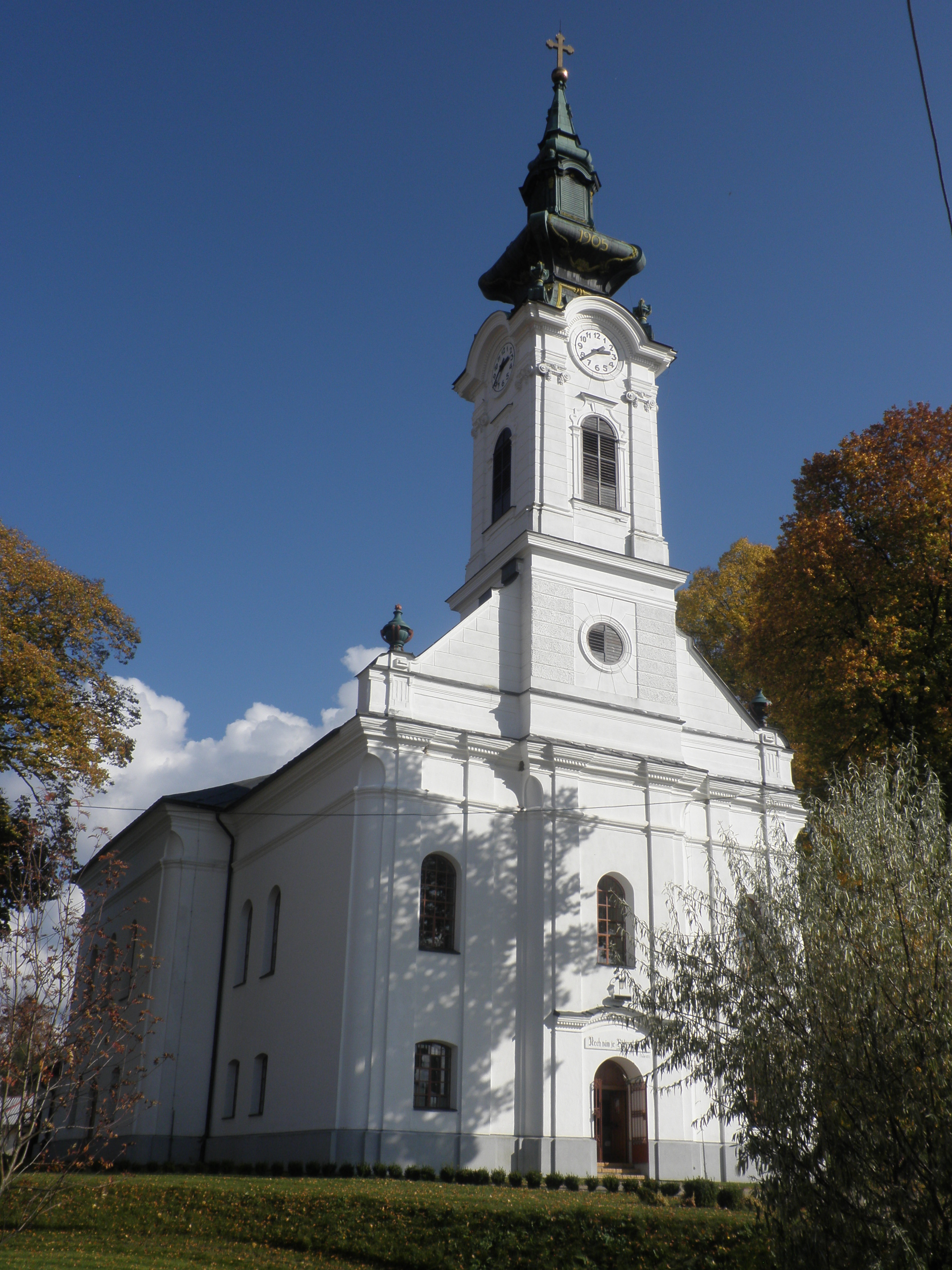
Església
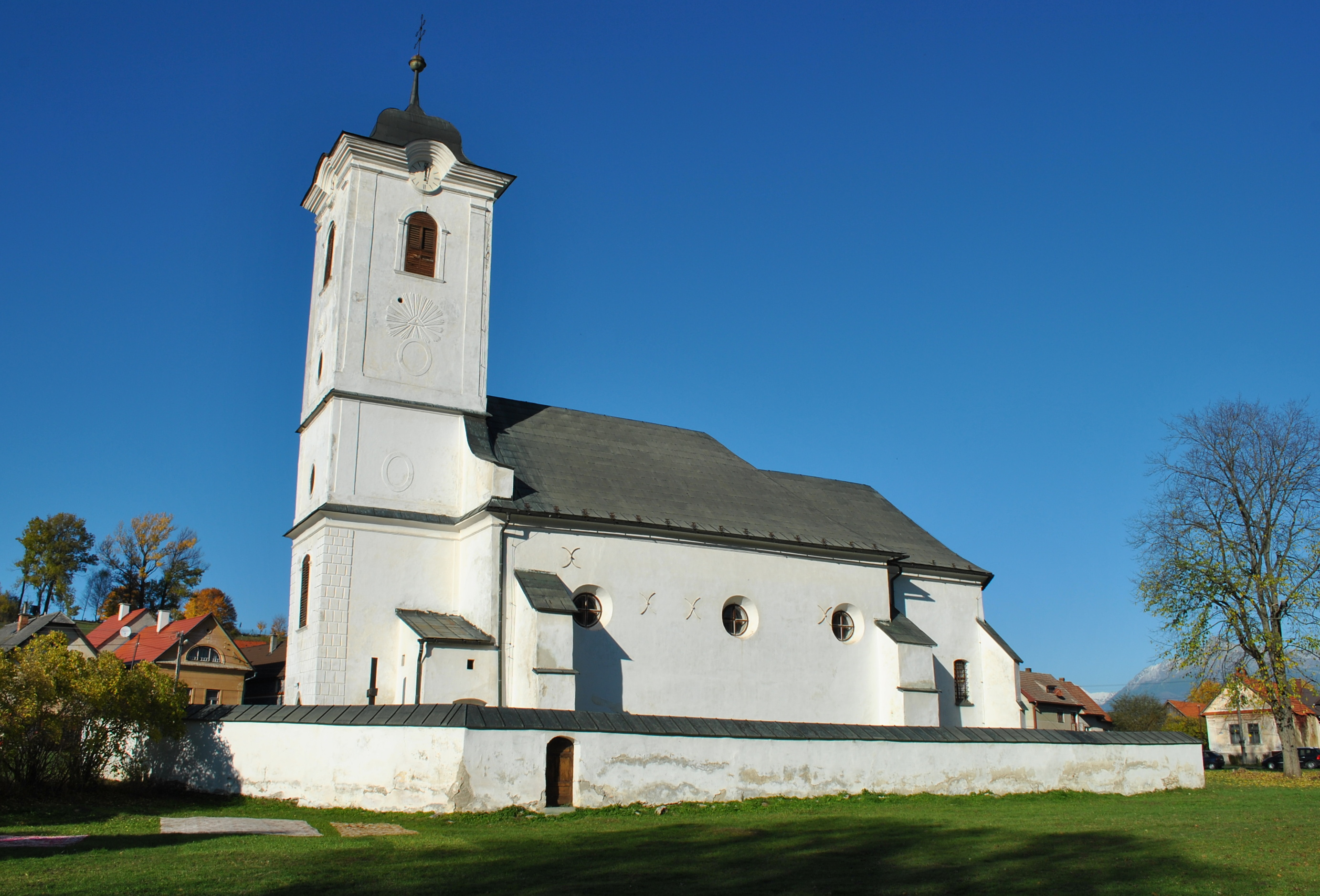
Església

### Plaques de memòria

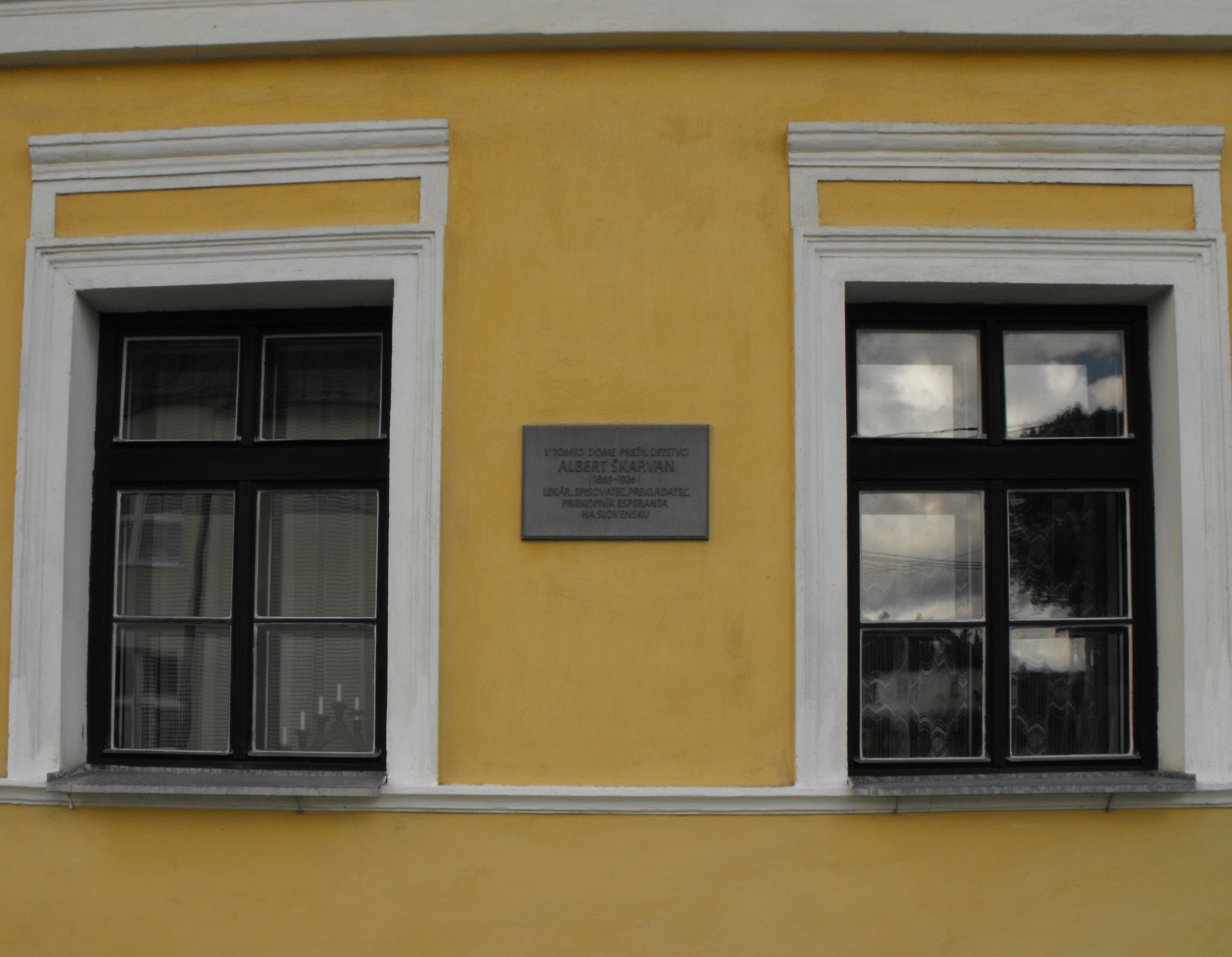
Albert Škarvan
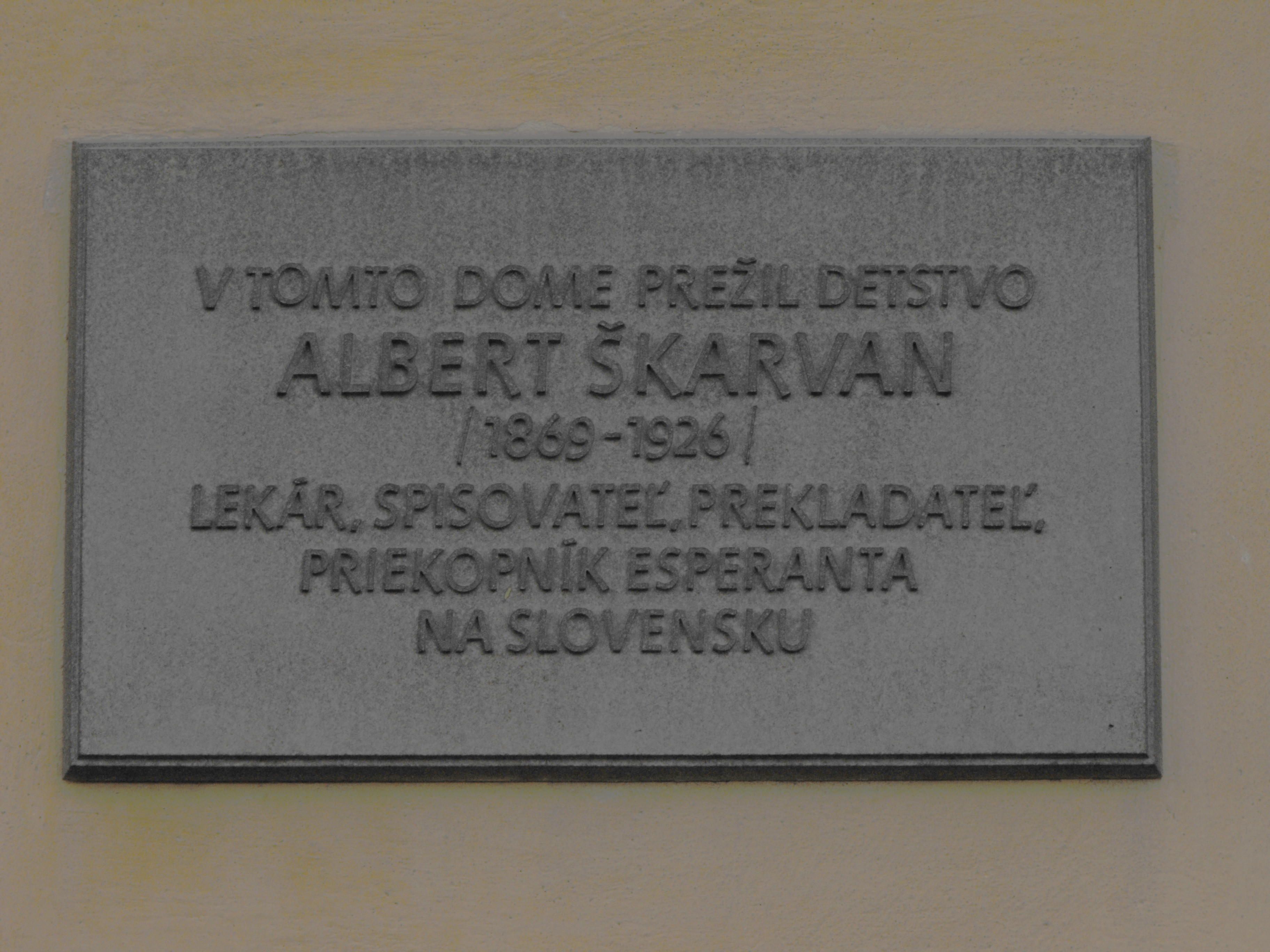
Albert Škarvan
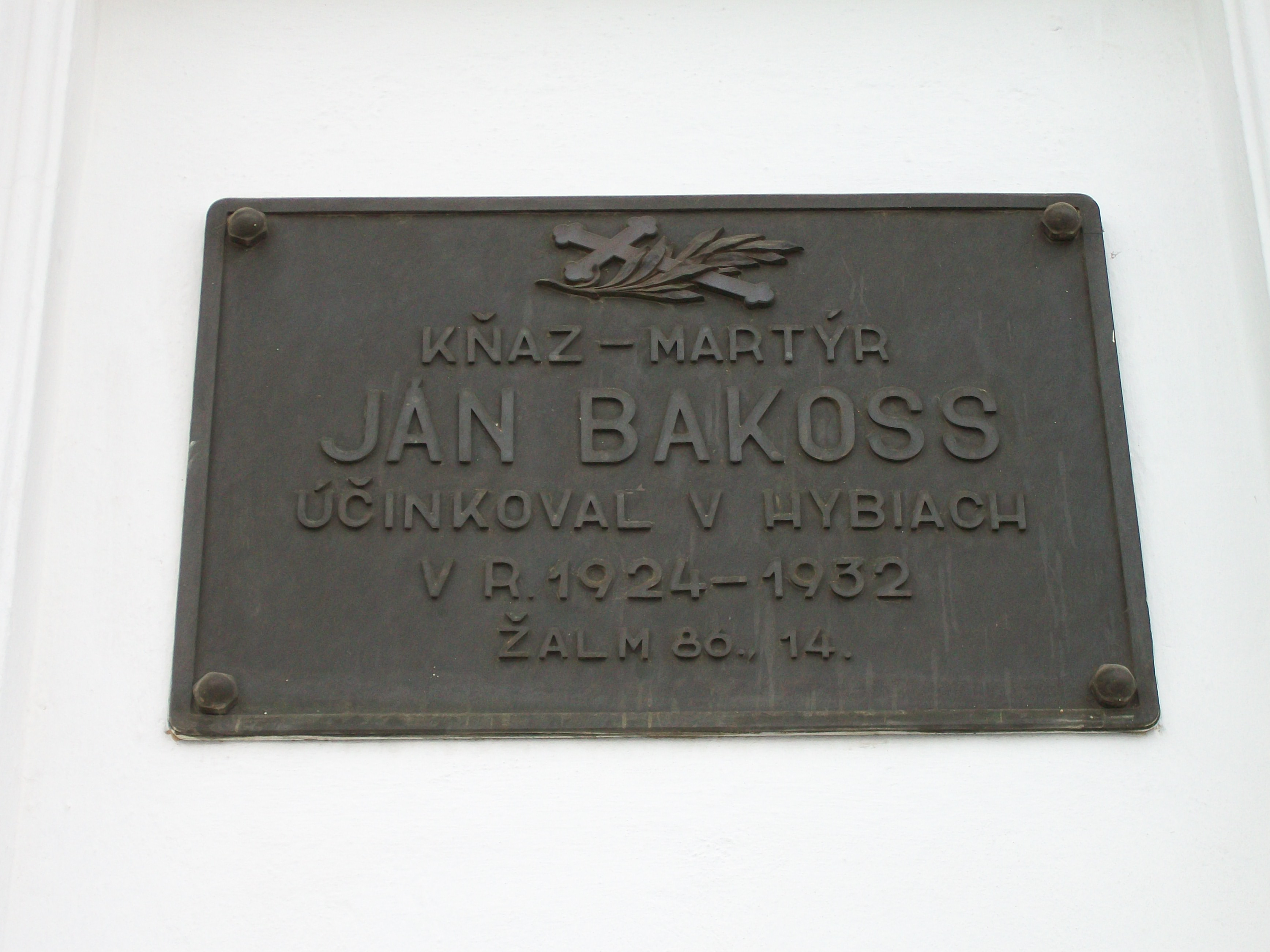
Ján Bakoss
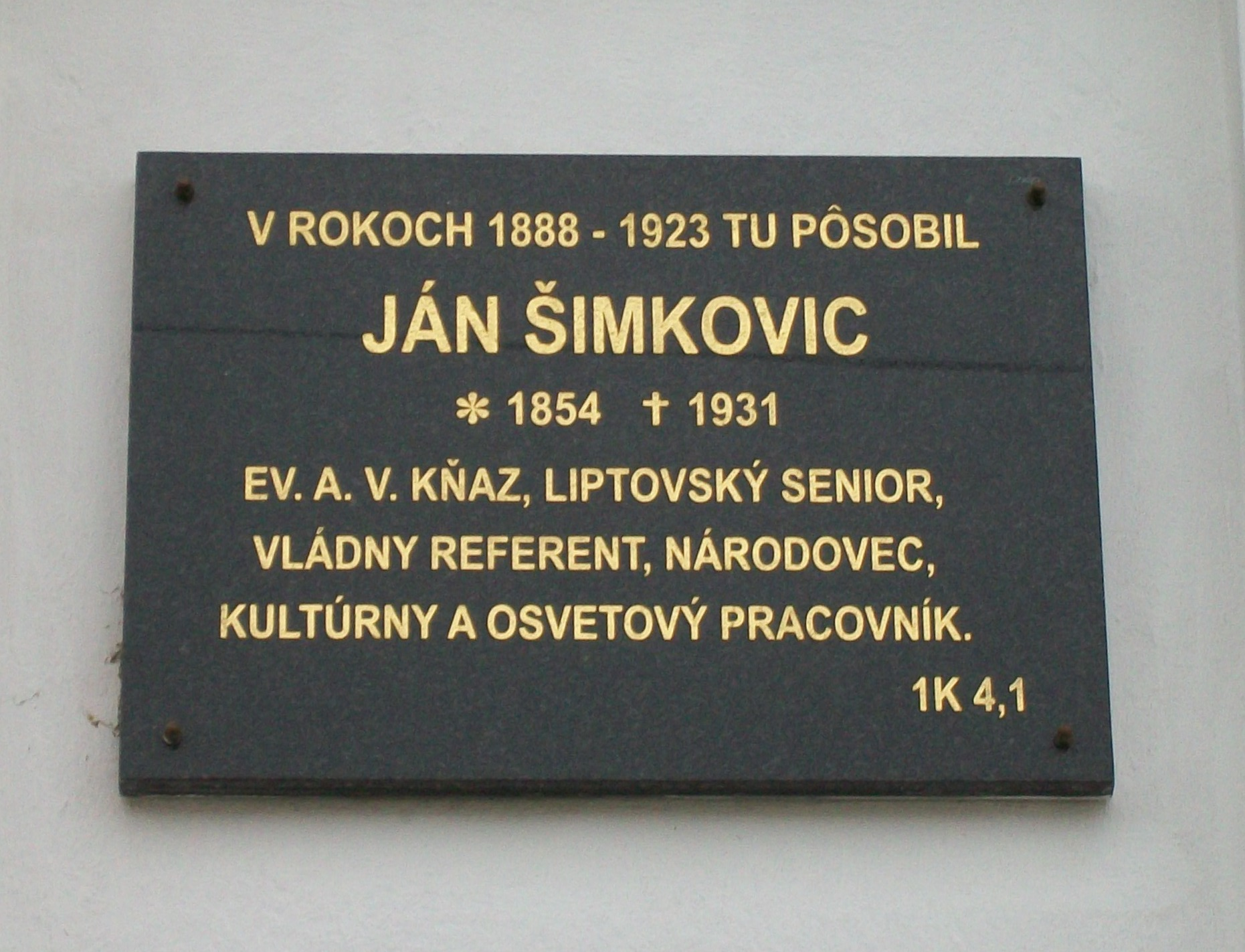
Ján Šimkovic
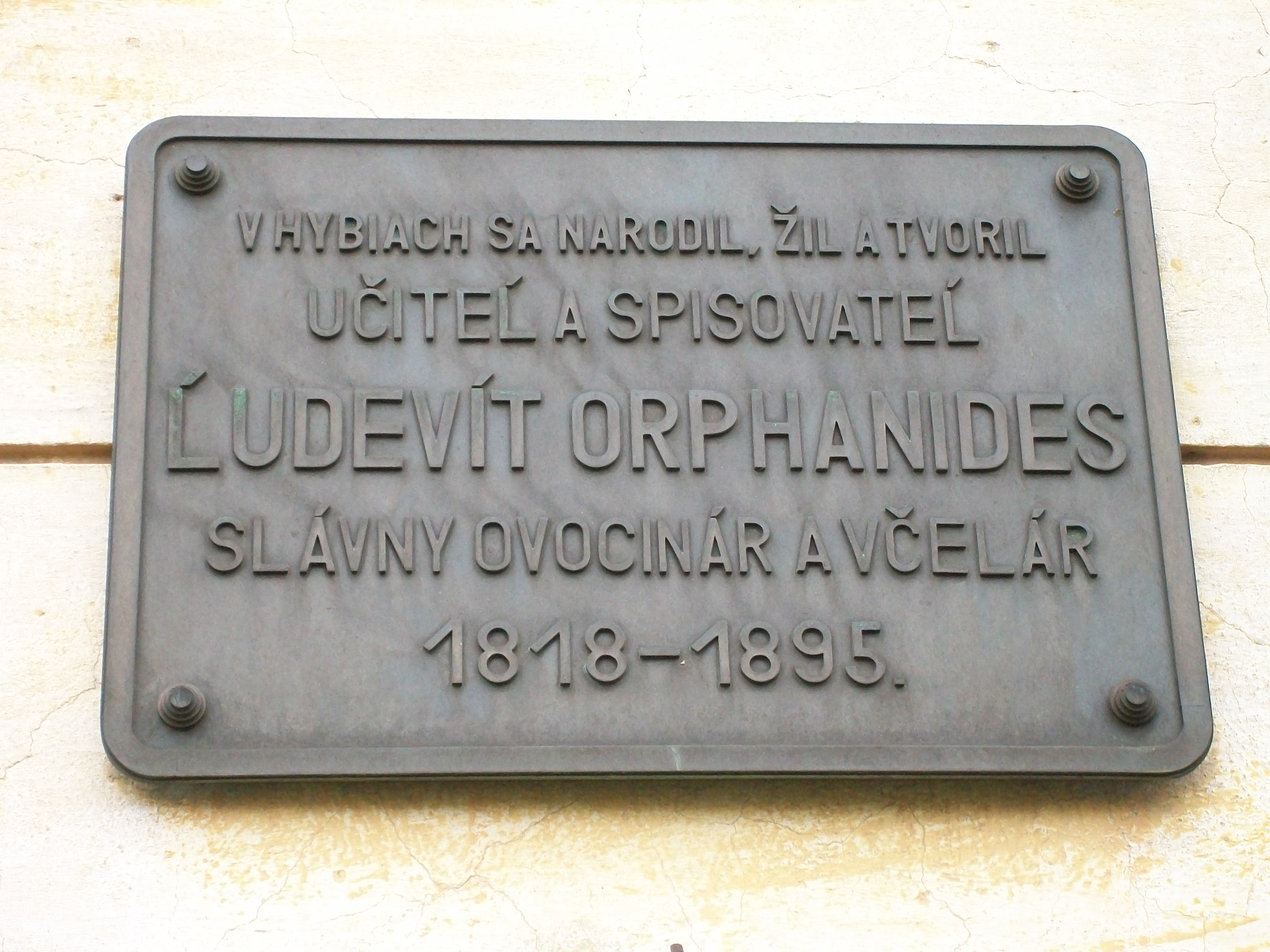
Ľudevít Orphanides